# Avraamij (Juchov)
Avraamij (Juchov či Juchnov; † 17. srpna 1702) byl ruský duchovní Ruské pravoslavné církve a metropolita bělgorodský a obojanský.

## Život
Není známo datum ani místo narození.
Od roku 1680 byl igumenem monastýru Otroč v Tveru a od roku 1681 archimandritou Moskevského monastýru Andronikov.
Dne 25. června 1682 se zúčastnil korunovace Ivana V. a Petra I. Velikého.
Dne 13. července 1684 proběhla jeho biskupská chirotonie na biskupa bělgorodského a obojanského s povýšením na metropolitu.
Zemřel 17. srpna 1702.